# Ворожейкин, Яков Иванович
Яков Иванович Ворожейкин (1874 — ?) — крестьянин, депутат Государственной думы II созыва от Тамбовской губернии.

## Биография
Крестьянин села Вязовая Почта Борисоглебского уезда Тамбовской губернии. Учился в сельской школе. Был председателем волостного суда. В момент выборов в Думу оставался беспартийным. Занимался земледелием.
11 февраля 1907 избран в Государственную думу II созыва от общего состава выборщиков Тамбовского губернского избирательного собрания. Вошёл в состав Трудовой группы и фракции Крестьянского союза, а позднее  в Народно-социалистическую фракцию.
Детали дальнейшей судьбы и дата смерти неизвестны.

### Рекомендуемые источники
- 3емцов Л. И. Крестьяне Центрального Черноземья в Государственной думе I созыва // Крестьяне и власть. Тамбов, 1995;
- Тамбовская энциклопедия. Тамбов, 2004.

### Архивы
- Российский государственный исторический архив. Фонд 1278. Опись 1 (2-й созыв). Дело 86; Дело 575. Лист 26.